# Akszauhini
Akszauhini (Dewanagari: अक्शौहिणी) – wspominana w Śrimad-Bhagawatam formacja militarna składająca się z:
- 21 870 rydwanów,
- 21 870 słoni,
- 109 650 piechoty
- 65 000 kawalerii

| Nazwa formacji | Skład grupy bojowej                                                                     |
| -------------- | --------------------------------------------------------------------------------------- |
| 1-Pati         | 1 rydwan 1 słoń bojowy 3 jeźdźców na koniach 5 żołnierzy piechoty                       |
| 3-Pati         | 1-Senamukham                                                                            |
| 3-Senamukham   | 1-Gulmam                                                                                |
| 3-Gulmam       | 1-Ganam                                                                                 |
| 3-Ganam        | 1-Wahini                                                                                |
| 3-Wahini       | 1-Birudanai                                                                             |
| 3-Birudanai    | 1-Samu                                                                                  |
| 3-Samu         | 1-Anihini                                                                               |
| 10-Anihini     | 1-Akszauhini                                                                            |
| 1-Akszauhini   | 21870-rydwanów 21870-słoni bojowych 65610-jeźdźców na koniach 109350-żołnierzy piechoty |

## Podział oraz proporcje 1:1:3:5 w szyku bojowym
| Nazwa        | Rydwany | Słonie | Jeźdźców na koniach | Żołnierzy piechoty |
| ------------ | ------- | ------ | ------------------- | ------------------ |
| 1-Akszauhini | 21870   | 21870  | 65610               | 109350             |

## Podział
| Typ dywizji | Rydwany | Słonie bojowe | Jeźdźców na koniach | Żołnierzy piechoty | Dowódca Dywizji                                   |
| ----------- | ------- | ------------- | ------------------- | ------------------ | ------------------------------------------------- |
| Pathi       | 1       | 1             | 3                   | 5                  | Pathipal (Porucznik)                              |
| Senamukham  | 3       | 3             | 9                   | 15                 | Senamukhi (Kapitan)                               |
| Gulmam      | 9       | 9             | 27                  | 45                 | Najak (Major)                                     |
| Ganam       | 27      | 27            | 81                  | 135                | Gananajak (Podpułkownik)                          |
| Vahini      | 81      | 81            | 243                 | 405                | Wahinipati (Pułkownik)                            |
| Birudanai   | 243     | 243           | 729                 | 1215               | Birudanadhipati (Putanadhipati) (Generał brygady) |
| Samu/Sena   | 729     | 729           | 2187                | 3645               | Senapati (Generał dywizji)                        |
| Anihini     | 2187    | 2187          | 6561                | 10935              | Anikadhipati (Generał broni)                      |
| Akszauhini  | 21870   | 21870         | 65610               | 109350             | Maha Senapati (Generał)                           |